# Carl Oliver
Carl Oliver (30 de janeiro de 1969) é um ex-velocista bahamense medalhista olímpico e campeão mundial dos 4x400 m rasos. Ele conquistou seu título mundial e a medalha de ouro no Campeonato Mundial de Atletismo de 2001, em Edmonton, Canadá.
Inicialmente a equipe das Bahamas chegou em segundo lugar atrás do revezamento dos Estados Unidos. Em 2008, Antonio Pettigrew, um dos integrantes daquele revezamento norte-americano, testemunhou contra o seu ex-treinador Trevor Graham - ex-velocista e medalhista olímpico - no caso BALCO, um escândalo de dopagem ocorrido entre atletas dos Estados Unidos em 2002. Pettigrew admitiu que competiu dopado entre 1997 e 2001, incluindo o Campeonato Mundial de Edmonton. A equipe americana foi desclassificada  e as medalhas de ouro entregues aos bahamenses.
Esta desqualificação também atingiu a prova nos Jogos de Sydney 2000, com a equipe – Oliver incluso – herdando a medalha de bronze depois da desclassificação dos EUA, os então vencedores, que correram com Pettigrew.